# Casino Royale (ścieżka dźwiękowa)
Casino Royale: Original Motion Picture Soundtrack – ścieżka dźwiękowa do filmu Casino Royale w reżyserii Martina Campbella wydana 14 listopada 2006 roku przez Sony Classical. Album zawiera muzykę skomponowaną przez Davida Arnolda. Jest to czwarta ścieżka dźwiękowa, którą skomponował David Arnold do filmów o Jamesie Bondzie. 

## Lista utworów
| Nr  | Tytuł utworu                    | Długość |
| --- | ------------------------------- | ------- |
| 1.  | „African Rundown”               | 6:52    |
| 2.  | „Nothing Sinister”              | 1:27    |
| 3.  | „Unauthorised Access”           | 1:08    |
| 4.  | „Blunt Instrument”              | 2:22    |
| 5.  | „CCTV”                          | 1:30    |
| 6.  | „Solange”                       | 0:59    |
| 7.  | „Trip Aces”                     | 2:06    |
| 8.  | „Miami International”           | 12:43   |
| 9.  | „I'm the Money”                 | 0:27    |
| 10. | „Aston Montenegro”              | 1:03    |
| 11. | „Dinner Jackets”                | 1:52    |
| 12. | „The Tell”                      | 3:23    |
| 13. | „Stairwell Fight”               | 4:12    |
| 14. | „Vesper”                        | 1:44    |
| 15. | „Bond Loses It All”             | 3:56    |
| 16. | „Dirty Martini”                 | 3:49    |
| 17. | „Bond Wins It All”              | 4:32    |
| 18. | „The End of an Aston Martin”    | 1:30    |
| 19. | „The Bad Die Young”             | 1:18    |
| 20. | „City of Lovers”                | 3:30    |
| 21. | „The Switch”                    | 5:07    |
| 22. | „Fall of a House in Venice”     | 1:53    |
| 23. | „Death of Vesper”               | 2:50    |
| 24. | „The Bitch Is Dead”             | 1:05    |
| 25. | „The Name's Bond... James Bond” | 2:49    |
|     |                                 | 1:14:07 |